# Psecas jaguatirica
Psecas jaguatirica là một loài nhện trong họ Salticidae.
Loài này thuộc chi Psecas. Psecas jaguatirica được Cândido Firmino de Mello-Leitão miêu tả năm 1941.